# Червоноградская (шахта)
«Червоноградская» — государственное открытое акционерное общество, угольная шахта во Львовско-Волынском угольном бассейне. Входит в Производственное объединение Государственное коммунальное хозяйство «Львовуголь».
В 2003 году добыто 394 тысяч тонн угля.

## Адрес
Шахта расположена в городе Червоноград, Львовская область, Украина.